# Pampero
Pampero je vrsta vjetra, koji puše u dijelovima Južne Amerike. 
Javlja se između 30° i 40° južne zemljopisne širine u pampama i primorju Atlantika. Puše zimi iz pravca zapada, jugozapada ili juga. Donosi hladno vrijeme i oluje.
Javlja se na jugu Brazila, u Paragvaju, Argentini i Urugvaju. Često nastane tijekom prolaska hladne fronte. Javlja se uz olujno nevrijeme i pad temperature. Obično se javlja između svibnja i kolovoza. U regiji oko Buenos Airesa, pampero je znak kraja dugog razdoblja visoke vlažnosti i ekstremne vrućine.